# Manderen-Ritzing
Manderen-Ritzing is een fusiegemeente (commune nouvelle) in het Franse departement Moselle in de regio Grand Est. De gemeente maakt deel uit van het arrondissement Thionville.

## Ontstaan
Manderen-Ritzing is op 1 januari 2019 ontstaan door de fusie van de gemeenten Manderen en Ritzing. De voormalige gemeenten kregen de status van commune déléguée tot deze werd opgeheven per gemeentelijk besluit van 21 januari 2019.